# Sangsang
Sangsang (kinesiska: 桑桑, 桑桑镇) är en köping i Kina. Den ligger i den autonoma regionen Tibet, i den sydvästra delen av landet, omkring 430 kilometer väster om regionhuvudstaden Lhasa. Antalet invånare är 4 379. Befolkningen består av 2 202 kvinnor och 2 177 män. Barn under 15 år utgör 24,0 %, vuxna 15-64 år 70 %, och äldre över 65 år 4,0 %.
Genomsnittlig årsnederbörd är 622 millimeter. Den regnigaste månaden är juli, med i genomsnitt 202 mm nederbörd, och den torraste är november, med 6 mm nederbörd.